# Campeonato Sul-Americano de Corta-Mato de 1987
O 2º Campeonato Sul-Americano de Corta-Mato de 1987 foi realizado em Santiago, no Chile, em 7 de junho de 1987. Participaram da competição 23 atletas de duas nacionalidades. Na categoria sênior masculino Omar Aguilar do Chile levou o ouro, e na categoria sênior feminino Mónica Regonessi do Chile levou o ouro. 

## Medalhistas
Esses foram os campeões da competição. 
| Evento                   | Ouro                               | Ouro  | Prata                         | Prata | Bronze                          | Bronze |
| ------------------------ | ---------------------------------- | ----- | ----------------------------- | ----- | ------------------------------- | ------ |
| Masculino sênior (12 km) | Omar Aguilar · Chile               | 36:04 | Antonio Silio · Argentina     | 36:20 | Jorge Rojas · Chile             | 37:18  |
| Masculino júnior (8 km)  | Mauricio Díaz · Chile              | 25:06 | Javier Biskupovic · Chile     | 25:12 | Leonardo Malgor · Argentina     | 25:21  |
| Feminino sênior (8 km)   | Mónica Regonessi · Chile           | 27:56 | Griselda González · Argentina | 28:16 | Stella Maris Selles · Argentina | 29:21  |
| Feminino júnior (6 km)   | María Valeria Martínez · Argentina | 23:21 | Roxana Palavecino · Argentina | 23:23 | Roxana Coronatti · Argentina    | 23:30  |

## Resultados da corrida

### Masculino sênior (12 km)
| Posição           | Atleta            | Nacionalidade | Tempo |
| ----------------- | ----------------- | ------------- | ----- |
| Medalha de ouro   | Omar Aguilar      | Chile         | 36:04 |
| Medalha de prata  | Antonio Silio     | Argentina     | 36:20 |
| Medalha de bronze | Jorge Rojas       | Chile         | 37:18 |
| 4                 | Marcelo Cascabelo | Argentina     | 37:37 |
| 5                 | Luis Nempo        | Chile         | 38:12 |

### Masculino júnior (8 km)
| Posição           | Atleta            | Nacionalidade | Tempo |
| ----------------- | ----------------- | ------------- | ----- |
| Medalha de ouro   | Mauricio Díaz     | Chile         | 25:06 |
| Medalha de prata  | Javier Biskupovic | Chile         | 25:12 |
| Medalha de bronze | Leonardo Malgor   | Argentina     | 25:21 |
| 4                 | Martín Arriagada  | Chile         | 25:33 |
| 5                 | Héctor Aimar      | Argentina     | 25:38 |
| 6                 | Carlos Polito     | Argentina     | 26:17 |

### Feminino sênior (8 km)
| Posição           | Atleta              | Nacionalidade | Tempo |
| ----------------- | ------------------- | ------------- | ----- |
| Medalha de ouro   | Mónica Regonessi    | Chile         | 27:56 |
| Medalha de prata  | Griselda González   | Argentina     | 28:16 |
| Medalha de bronze | Stella Maris Selles | Argentina     | 29:21 |
| 4                 | Beatriz Barberá     | Argentina     | 30:02 |
| 5                 | Marlene Flores      | Chile         | 30:35 |
| 6                 | María Baeza         | Chile         | 33:08 |

### Feminino júnior (6 km)
| Posição           | Atleta                 | Nacionalidade | Tempo |
| ----------------- | ---------------------- | ------------- | ----- |
| Medalha de ouro   | María Valeria Martínez | Argentina     | 23:21 |
| Medalha de prata  | Roxana Palavecino      | Argentina     | 23:23 |
| Medalha de bronze | Roxana Coronatti       | Argentina     | 23:30 |
| 4                 | Marlene Arellano       | Chile         | 23:50 |
| 5                 | Pamela Contreras       | Chile         | 24:26 |
| 6                 | Janette Hernández      | Chile         | 25:21 |

## Quadro de medalhas
| Ordem | País      | Medalha de ouro | Medalha de prata | Medalha de bronze | Total |
| ----- | --------- | --------------- | ---------------- | ----------------- | ----- |
| 1     | Chile     | 3               | 1                | 1                 | 5     |
| 1     | Argentina | 1               | 3                | 3                 | 7     |
|       | TOTAL     | 4               | 4                | 4                 | 12    |

## Participação
De acordo com uma contagem não oficial, participaram 23 atletas de 2 países.
| - Argentina (11) | - Chile (12) |